# Alexis Albérola
Pour les articles homonymes, voir Albérola.

a Compétitions nationales et continentales officielles uniquement.

Alexis Albérola, né le 22 juin 1992, est un joueur français de rugby à XIII évoluant au poste de demi d'ouverture ou de demi de mêlée. Formé à Carcassonne avec lequel il fait ses débuts en senior et y remporte en 2012 un Championnat de France et un titre de Coupe de France, il rejoint Limoux en 2013 et y ajoute deux nouveaux titres de Championnat de France en 2016 et 2017. Son père est également un joueur devenu entraîneur de rugby à XIII, Patrick Albérola, et son frère, Mathieu Albérola, est joueur de rugby à XIII.

## Palmarès

### Collectif
- Vainqueur du Championnat de France : 2012 (Carcassonne), 2016, 2017 (Limoux) et 2024 (Carcassonne).
- Vainqueur de la Coupe de France : 2017, 2019  et 2023 (Carcassonne).
- Finaliste du Championnat de France : 2019, 2021, 2023 et 2025 (Carcassonne).
- Finaliste de la Coupe de France :  2011 (Pia) et 2016 (Limoux).

### En club
| Saison    | Club        | Compétition           | Matchs | Points | Essais | Goals | Drops |
| --------- | ----------- | --------------------- | ------ | ------ | ------ | ----- | ----- |
| 2010-2011 | Pia         | Championnat de France | ?      | -      | -      | -     | -     |
| 2011-2012 | Carcassonne | Championnat de France | 4      | 4      | 1      | -     | -     |
| 2012-2013 | Carcassonne | Championnat de France | 5      | 23     | 2      | 7     | 1     |
| 2013-2014 | Limoux      | Championnat de France | 10     | 16     | 4      | -     | -     |
| 2014-2015 | Limoux      | Championnat de France | 9      | 6      | 1      | 1     | -     |
| 2015-2016 | Limoux      | Championnat de France | 13     | 28     | 7      | -     | -     |
| 2016-2017 | Limoux      | Championnat de France | 14     | 32     | 5      | 6     | -     |
| 2017-2018 | Carcassonne | Championnat de France | 8      | 17     | 2      | 4     | 1     |
| 2018-2019 | Carcassonne | Championnat de France | 17     | 153    | 4      | 68    | 1     |
| 2019-2020 | Carcassonne | Championnat de France | 10     | 57     | -      | 28    | 1     |
| 2020-2021 | Carcassonne | Championnat de France | 8      | 24     | 6      | -     | -     |